# Sascha Studer
Sascha Studer (Suiza, 3 de septiembre de 1991) es un futbolista suizo que juega en la posición de portero. Debutó en el FC Aarau como portero en 2006. Actualmente, juega en el FC Langenthal.

## Clubes
| Club                        | País       | Año       |
| --------------------------- | ---------- | --------- |
| FC Aarau                    | Suiza      | 2006-2012 |
| FC Wohlen (cedido)          | Suiza      | 2007      |
| FC Concordia Basel (cedido) | Suiza      | 2008      |
| FC Winterthur (cedido)      | Suiza      | 2011-2012 |
| FC Winterthur               | Suiza      | 2012-2014 |
| SV Babelsberg 03 (cedido)   | Alemania   | 2013      |
| Mansfield Town F. C.        | Inglaterra | 2014-2015 |
| FC Langenthal               | Suiza      | 2017-     |